# The Californias
The Californias (tiếng Tây Ban Nha: Las Californias), đôi khi được gọi là Three Californias (Ba California) hay Two Californias (Hai California), là khu vực của Bắc Mỹ trải dài Hoa Kỳ và Mexico và bao gồm tiểu bang của Hoa Kỳ California và bang Mexico của Baja California và Baja California Sur. là một khu vực Bắc Mỹ trải dài qua Hoa Kỳ và Mexico và bao gồm tiểu bang California của Hoa Kỳ và các tiểu bang Baja California và Baja California Sur của Mexico.
Trong lịch sử, thuật ngữ "The Californiaias" được sử dụng để định nghĩa vùng tây bắc rộng lớn của Tây Ban Nha Mỹ, là Tỉnh California (tiếng Tây Ban Nha: Provincia de las Californiaias), và sau đó là một thuật ngữ chung cho Alta California và bán đảo Baja California.
Ban đầu là một thực thể rộng lớn duy nhất trong Đế chế Tây Ban Nha, do người California được xác định theo giới hạn địa lý của họ, chính quyền của họ đã bị chia rẽ nhiều lần thành Baja California (Hạ California) và Alta California (Thượng California), đặc biệt là trong thời kỳ Mexico kiểm soát khu vực, sau Chiến tranh Độc lập Mexico. Là một phần của Chiến tranh Hoa Kỳ của người Mexico (1846 cường48), Cuộc chinh phạt của người Mỹ ở Alta California đã chứng kiến lãnh thổ Alta California rộng lớn được nhượng lại từ Mexico đến Hoa Kỳ. Vùng ven biển đông dân của lãnh thổ được kết nạp vào Liên minh vào năm 1850 với tư cách là Tiểu bang California, trong khi khu vực nội địa rộng lớn, thưa thớt sẽ chỉ sau đó trở thành tiểu bang như Nevada, Utah, và một phần lớn của Arizona, Wyoming, Colorado và New Mexico.
Ngày nay, "The Californiaias" là một thuật ngữ tập thể để chỉ các quốc gia Mỹ và Mexico mang tên California, nơi chia sẻ địa lý, lịch sử, văn hóa và quan hệ kinh tế mạnh mẽ.